# 张耀奇
张耀奇（1957年—），中國教育界人士，南京师范大学毕业，江苏省政协委员、江苏省中学特级教师。先后任常州北郊中学校长、江苏省常州高级中学校长以及常州市滨江中学校长。